# Fray
Fray je komiksová série odvozená od televizního seriálu Buffy, přemožitelka upírů. Vydávána byla v letech 2001–2003 americkým vydavatelstvím Dark Horse Comics, její součástí je osm číslovaných sešitů, které dohromady vytváří jeden příběh. Scenáristou Fray je Joss Whedon, autor Buffy, pro něhož to byl komiksový debut. Série je považována za součást kánonu.
Děj série se odehrává ve 23. století v Haddynu, což je zkomolený název pro newyorský Manhattan. Hlavní postavou je Melaka Fray, která bez větších znalostí a zkušeností musí navázat na před dvěma stoletími přerušenou linii přemožitelek, dívek bojujících proti upírům, démonům a dalším silám temnoty.
Na postavu Melaky Fray je zaměřena i grafická povídka „Tales“ ze souboru Tales of the Slayers (2002) a také čtyřdílný příběh „Time of Your Life“ (2008) z komiksové série Buffy the Vampire Slayer Season Eight.

## Seznam komiksů
| Č. | Původní název   | Scénář      | Kresba                   | Datum vydání     | Antologie   |
| --- | --------------- | ----------- | ------------------------ | ---------------- | ----------- |
| 1 | Big City Girl   | Joss Whedon | Karl Moline a Andy Owens | 1. června 2001   | Fray (2003) |
| Devatenáctiletá Melaka Fray pracuje v Haddynu jako profesionální zlodějka; jejím šéfem je Gunther, lidský mutant žijící ve vodě. Ukradne pro něj amulet, při cestě domů je však přepadena nepřátelskými bytostmi žijícími ve stokách – ve skutečnosti však upíry (v originále jsou označováni jako lurks, do češtiny volně přeloženo jako skrývající se). I přes to, že jejich vzájemný vztah ale není moc dobrý, jí pomůže její starší sestra Erin, která pracuje u policie. Do Versi, čtvrti, kde Mel bydlí, ji přijde hledat podivný muž, jenž zmateně mluví o vyvolené a následně spáchá sebevraždu upálením. V bytě pak na dívku čeká démon Urkonn.                            |                 |             |                          |                  |             |
| 2 | The Calling     | Joss Whedon | Karl Moline a Andy Owens | 4. července 2001 | Fray (2003) |
| Melaka, na člověka značně silná a mrštná, na démona zaútočí, ten jí však nakonec vysvětlí, že jeho úkolem je jí pomoci v boji proti upírům (takové slovo však Mel nezná) – že je přemožitelkou. Dívka něco takového odmítne a vydá se na další loupež pro Gunthera, při níž je ale kousnuta jedním upírem. Začne se proto o téma zajímat a je ochotná přijmout svůj osud. |                 |             |                          |                  |             |
| 3 | Ready, Steady…  | Joss Whedon | Karl Moline a Andy Owens | 1. srpna 2001    | Fray (2003) |
| Urkonn vypráví Melace o dávných časech, kdy na Zemi byla magie a démoni, o tom, jak se zrodila první přemožitelka, o linii jejích následovnic a o apokalyptické bitvě, při níž jedna přemožitelka ve 21. století společně se svými spojenci vyhnala všechny démony z této dimenze. Řekne jí také o pozorovatelích, kteří trénovali přemožitelky a ze kterých se posléze stala skupina bláznů (ten Melačin se upálil). Na Zemi ale zůstala malá skupina upírů, která se postupně opět rozrůstá. |                 |             |                          |                  |             |
| 4 | Out of the Past | Joss Whedon | Karl Moline a Andy Owens | 17. října 2001   | Fray (2003) |
| Po barové rvačce musí Melaka čelit také Icarovi, mocnému upírovi, který před několika lety zabil jejího bratra, dvojče. S Urkonnovou pomocí ho sice porazí, následně je ale zatčena Erin kvůli krádežím. Policejní sbor však přepadnou upíři, kteří Mel unesou. Ta nakonec zjistí, že její bratr Harth je naživu. |                 |             |                          |                  |             |
| 5 | The Worst of It | Joss Whedon | Karl Moline a Andy Owens | 5. prosince 2001 | Fray (2003) |
| Harth jí prozradí, že poté, co jej Icarus kousl, ho sám také kousl, takže po napití Icarovy krve se z něj rovněž stal upír, který nyní velí všem svého druhu a který chystá návrat démonů na Zemi. Také jí řekne, že právě on měl různé sny o dívkách z minulosti (přemožitelkách), které správně měla mít Melaka, a že právě on si u Gunthera objednával krádeže různých předmětů, s pomocí kterých sestaví bránu pro démony. Mel uteče, usmíří se s Erin, ale ve svém bytě najde mrtvou Loo, malou dívku, o kterou se příležitostně starala. Nyní má tedy důvod se pomstít Harthovi, neboť právě ten jí slíbil, že všichni, na kterých jí záleží, zemřou.                         |                 |             |                          |                  |             |
| 6 | Alarums         | Joss Whedon | Karl Moline a Andy Owens | 27. března 2002  | Fray (2003) |
| Pro nadcházející bitvu s upíry získá Melaka ze svého okolí skupinu lidí, od Urkonna dostane také bojovou sekeru (scythe), pradávnou zbraň určenou pro přemožitelku. Zkusí s ní zabíjet upíry na které narazí, přičemž zjistí, že zbraň jí velmi vyhovuje. Nakonec stane opět tváří v tvář Icarovi. |                 |             |                          |                  |             |
| 7 | The Gateway     | Joss Whedon | Karl Moline a Andy Owens | 23. dubna 2003   | Fray (2003) |
| Icara ještě před soubojem s Melakou zabije Erin, která do bitvy přizvala i své policejní kolegy. Upíři následně zaútočí na shromážděné lidi, mezitím také již Harthovou bránou prošel obrovský démon, který v Haddynu vyvolává chaos a jeho úkolem je rodit další démony. |                 |             |                          |                  |             |
| 8 | All Hell        | Joss Whedon | Karl Moline a Andy Owens | 6. srpna 2003    | Fray (2003) |
| Mel se obřího démona podaří zabít, celou bitvu tak vyhraje, nicméně Harth vyvázne a uprchne. Melace se při následné konfrontaci Gunther přizná, že věděl o jejím bratrovi a že se ji snažil varovat a taky ochránit (proto ji zatkla policie). Přemožitelka nakonec zabije i Urkonna, který ji donutil jít do boje tím, že sám zabil malou Loo. Bytosti z jiné dimenze, které povolaly Urkonna, aby vycvičil přemožitelku a po bitvě ji taky odstranil, tak musí na Melaku, která se sice vrátila ke své kriminální živnosti, ale která také zabíjí upíry, dávat nadále pozor. Zároveň však musí sledovat i Harthovu činnost, neboť ten jistě chystá další plány pro návrat démonů. |                 |             |                          |                  |             |

## Antologie
Celá série osmi komiksů vyšla v roce 2003 v souborném vydání Fray, které bylo realizováno ve dvou variantách – v pevné vazbě a jako paperback.